# Habitatge al carrer Doctor Ferran, 3 (Vila-rodona)
L'Habitatge al carrer Doctor Ferran, 3 és una obra modernista de Vila-rodona (Alt Camp) inclosa a l'Inventari del Patrimoni Arquitectònic de Catalunya.

## Descripció
Edifici entre mitgeres de planta rectangular amb dues façanes. La principal, que dona al carrer del Dr. Ferrer, té planta baixa, dos pisos amb balconada i terrat. La planta baixa ha estat totalment modificada. El primer i el segon pis presenten obertures rectangulars amb motllures florals d'inspiració modernista, estil també apreciable a les baranes. Aquesta part es corona amb cornisa sostinguda per mènsules amb decoració vegetal. La façana lateral presenta una estructura similar, més senzilla, i també modificada. El material bàsic utilitzat és la maçoneria, arrebossada i pintada.

## Història
Originalment, l'edifici ocupava la cantonada del carrer del Dr. Ferrer amb la plaça de la Font. Posteriorment se li va afegir una nova construcció, que constitueix en l'actualitat la cantonada i que ha fet desaparèixer part de la façana que dona a la plaça. Testimonis orals recorden l'any 1912 com la data de realització de l'obra, informació que sembla confirmada en terme general per les seves característiques formals, lligades als models del Modernisme.